# Lerdals kyrka
Lerdals kyrka är en kyrkobyggnad som sedan 2022 tillhör Färgelanda-Högsäters församling (2010-2019 Rännelanda-Lerdals församling och tidigare Lerdals församling) i Karlstads stift. Den ligger i Lerdals socken i Färgelanda kommun.

## Kyrkobyggnaden
Tidigare kyrkobyggnad på platsen var sannolikt en träkyrka uppförd på medeltiden. Nuvarande stenkyrka byggdes i två etapper. Långhus med tresidigt kor uppfördes 1771–1772 och ett kyrktorn av trä byggdes till 1775.
Kyrkans huvudingång går genom vapenhuset i tornets bottenvåning. Ännu en ingång finns på södra långsidan. I ett rum bakom korets östvägg är sakristian inrymd. Ytterväggarna är belagda med spritputs. Långhusets tak är belagt med lertegel medan torntaket är belagt med kopparplåt. Kyrkorummet har ett högt tunnvalv av trä. Korgolvet är ett trappsteg högre än golvet i övriga kyrkorummet.

## Inventarier

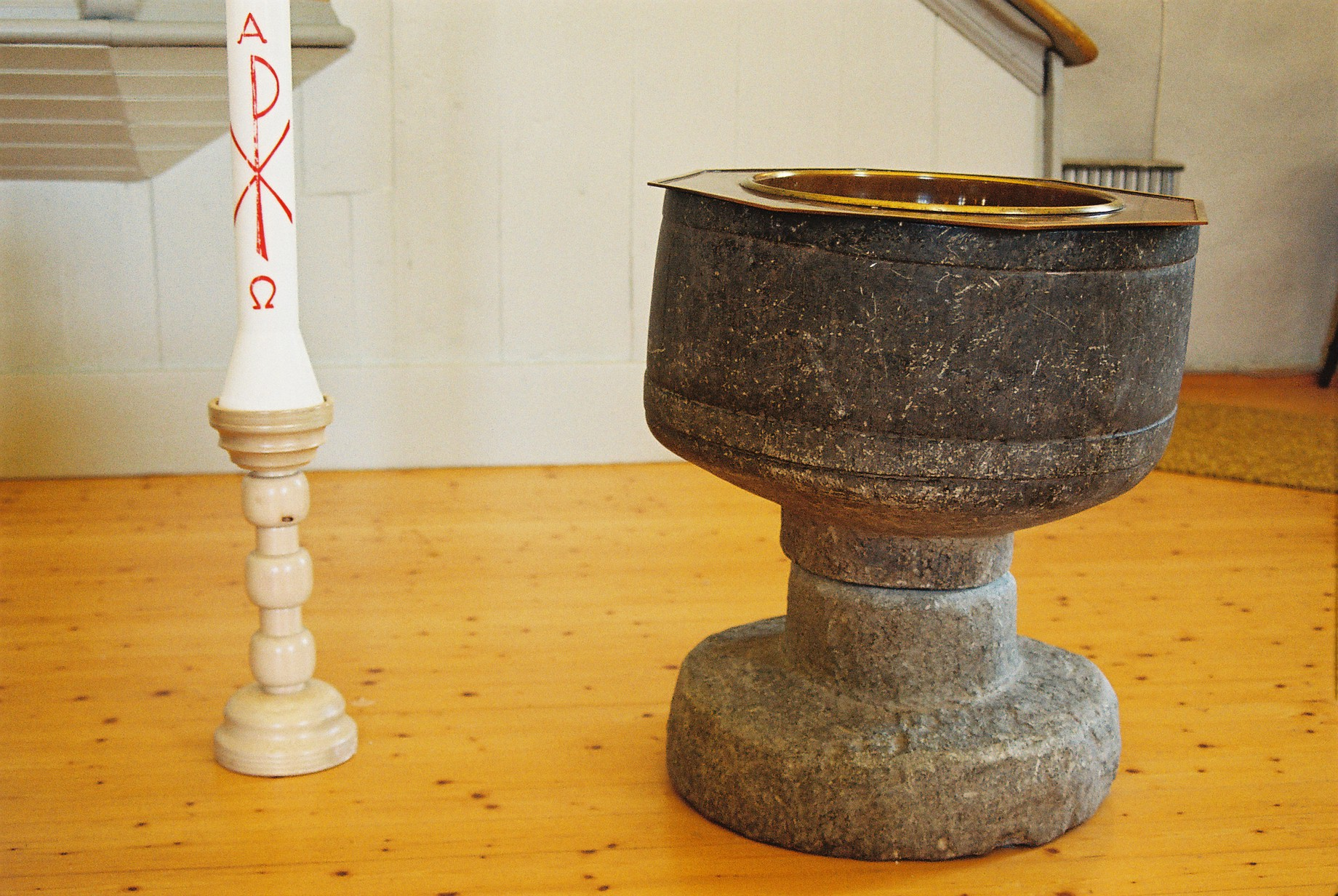
Dopfunten.

- Dopfunt av täljsten från 1200-talet. Höjd 66 cm i två delar. Cuppan är cylindrisk och har ett kort skaft. Den har platthuggna band med ett något försänkt mittfält. Foten är enklare och tämligen klumpigt utförd i ett ljusare material. Cuppan saknar uttömningshål, medan ett sådant finns i foten, vilket tyder på att delarna ursprungligen inte har hört ihop. Funten är välbevarad.[1]
- En madonnaskulptur är från 1400-talet. Skulpturen stals 1990.
- Ett nattvardskärl är från 1681.
- Nuvarande altaruppsats kom på plats 1910 och fanns tidigare i Rännelanda kyrka.
- Altartavlan tillverkades 1845 av Anders Jonsson.

### Orgel
Den mekaniska orgeln på läktaren i väster tillverkades 1910 av Johannes Magnusson, Göteborg. Den är till synes orörd och restaurerades 1986 av A. Magnusson Orgelbyggeri AB, Mölnlycke. Orgeln har sju stämmor fördelade på manual och pedal. Den har 3 fasta kombinationer och ett tonomfång på 54/27.
| Manual        | Pedal      | Koppel     |
| Borduna 16´   | Subbas 16' | Man/Ped    |
| Principal 8´  |            | Man 4'/Man |
| Rörflöjt 8'   |            |            |
| Salicional 8' |            |            |
| Violin 8'     |            |            |
| Octava 4'     |            |            |

## Bilder

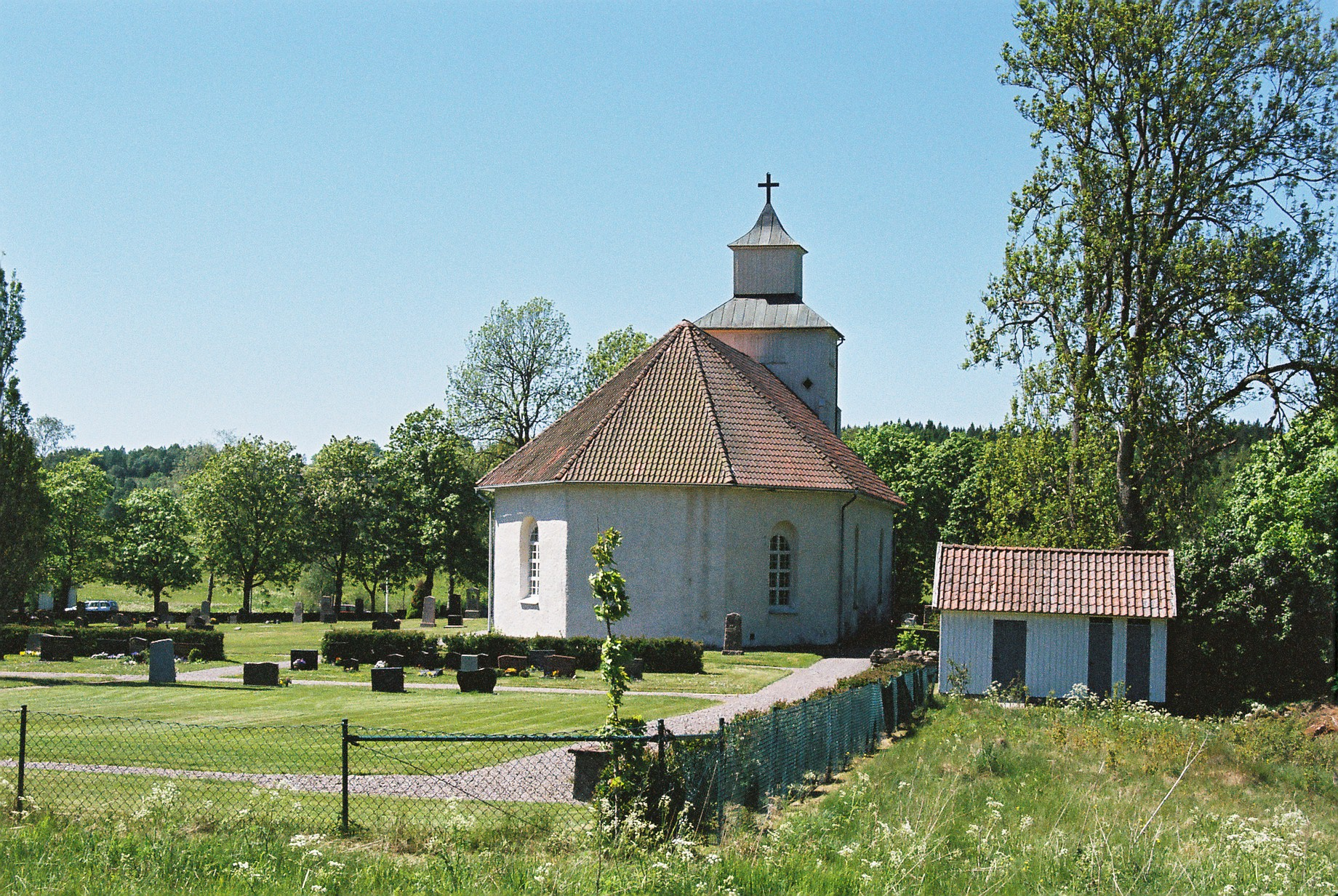
Exteriör från öster
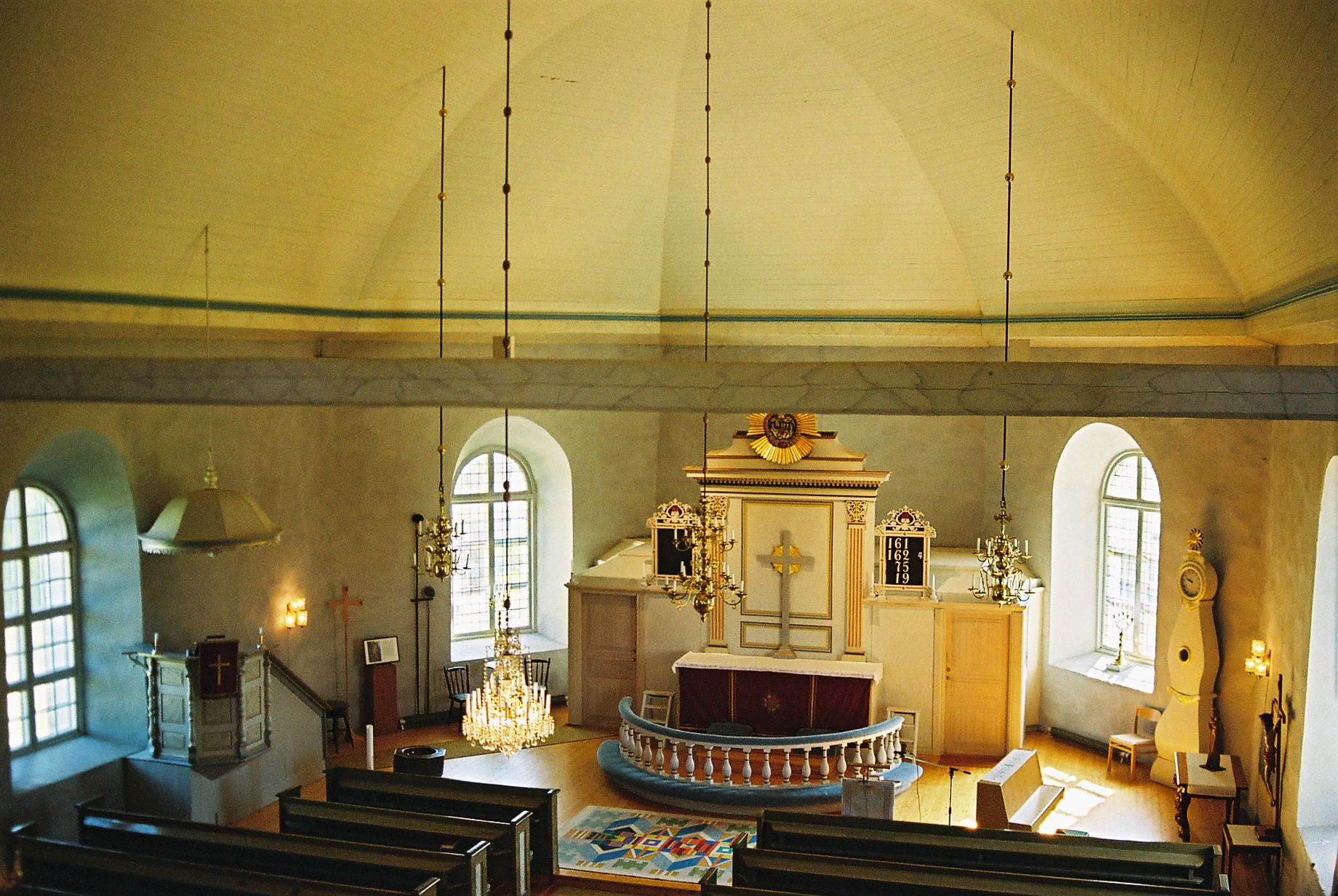
Interiör mot koret
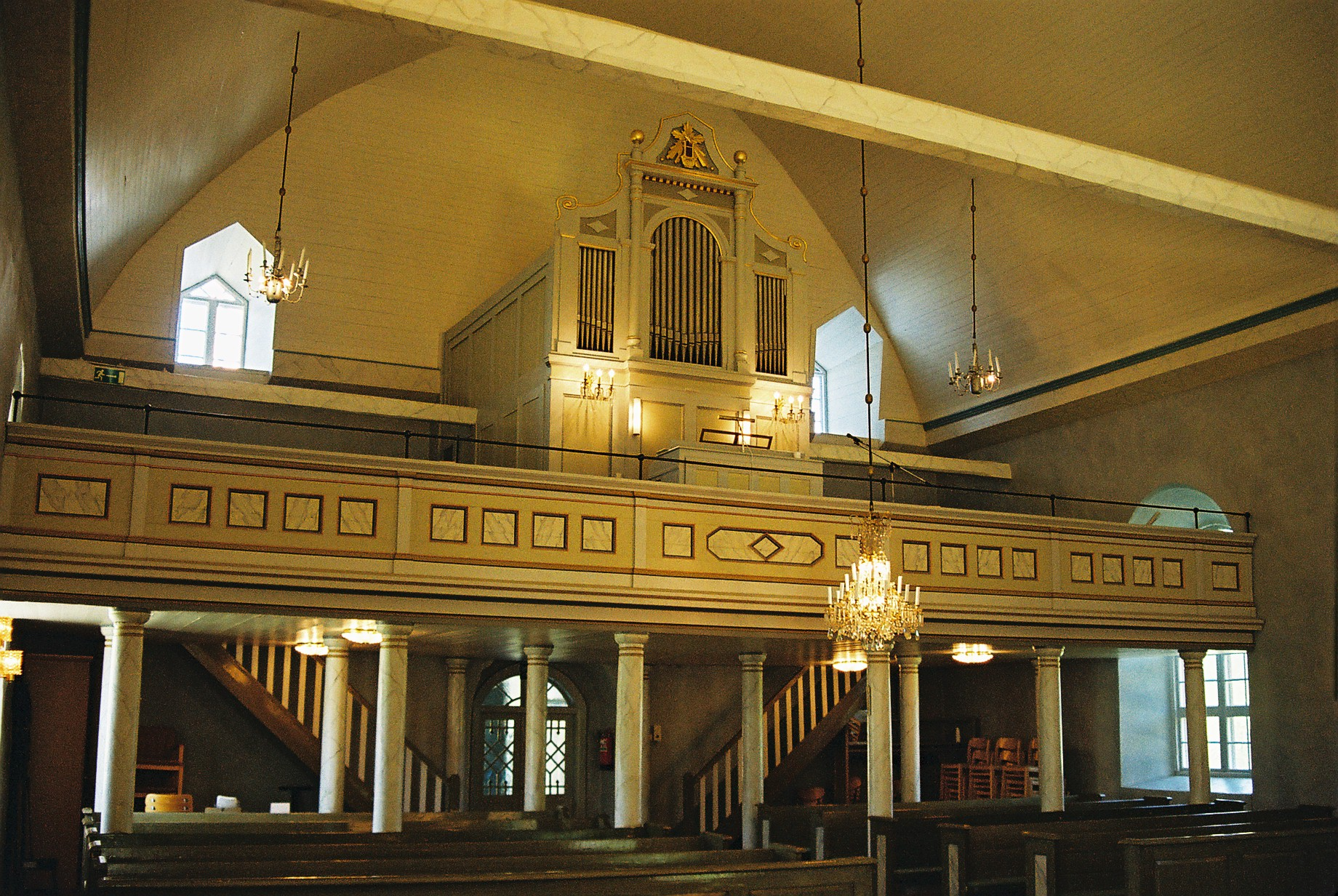
Interiör mot orgelläktaren
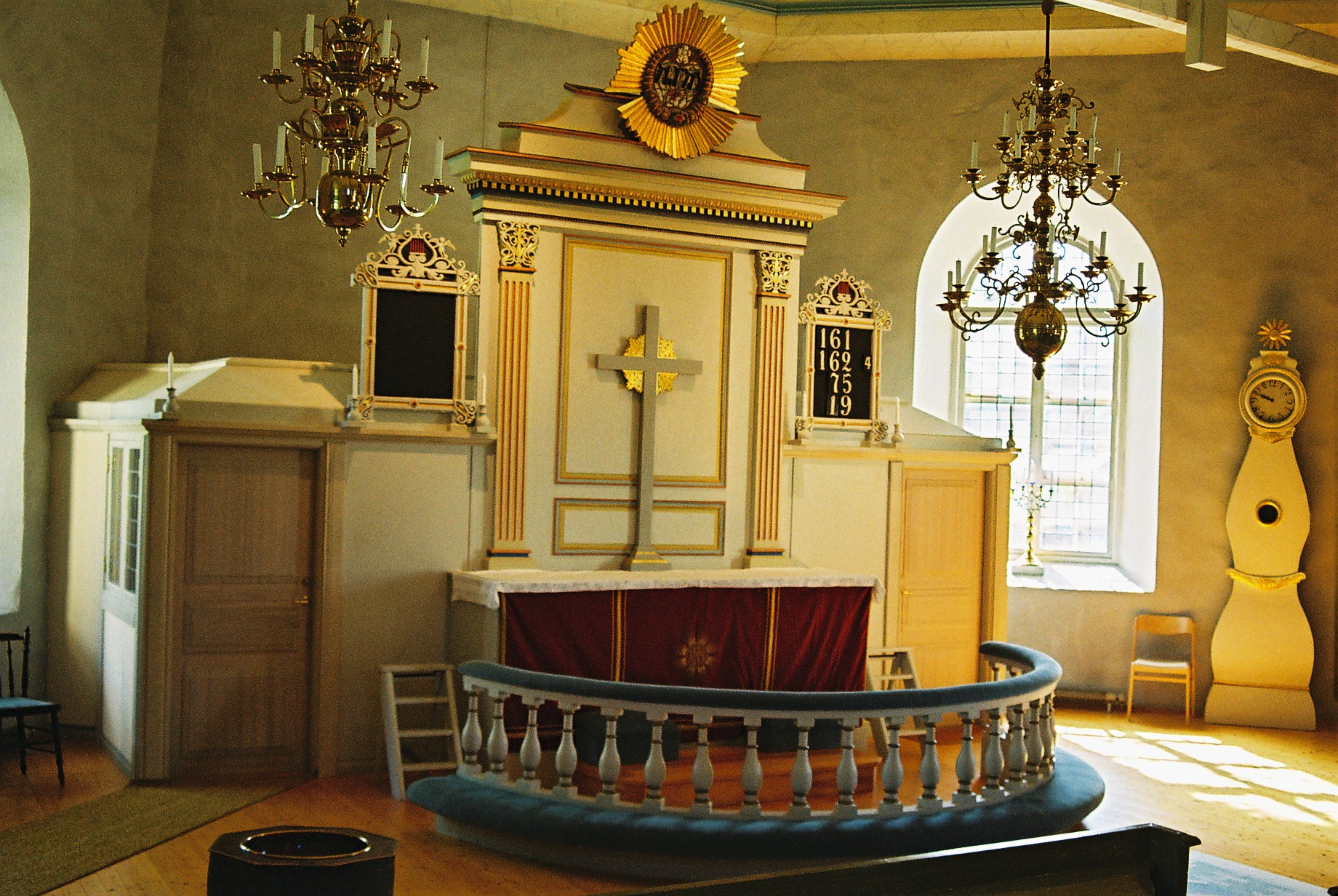
Altaruppsats
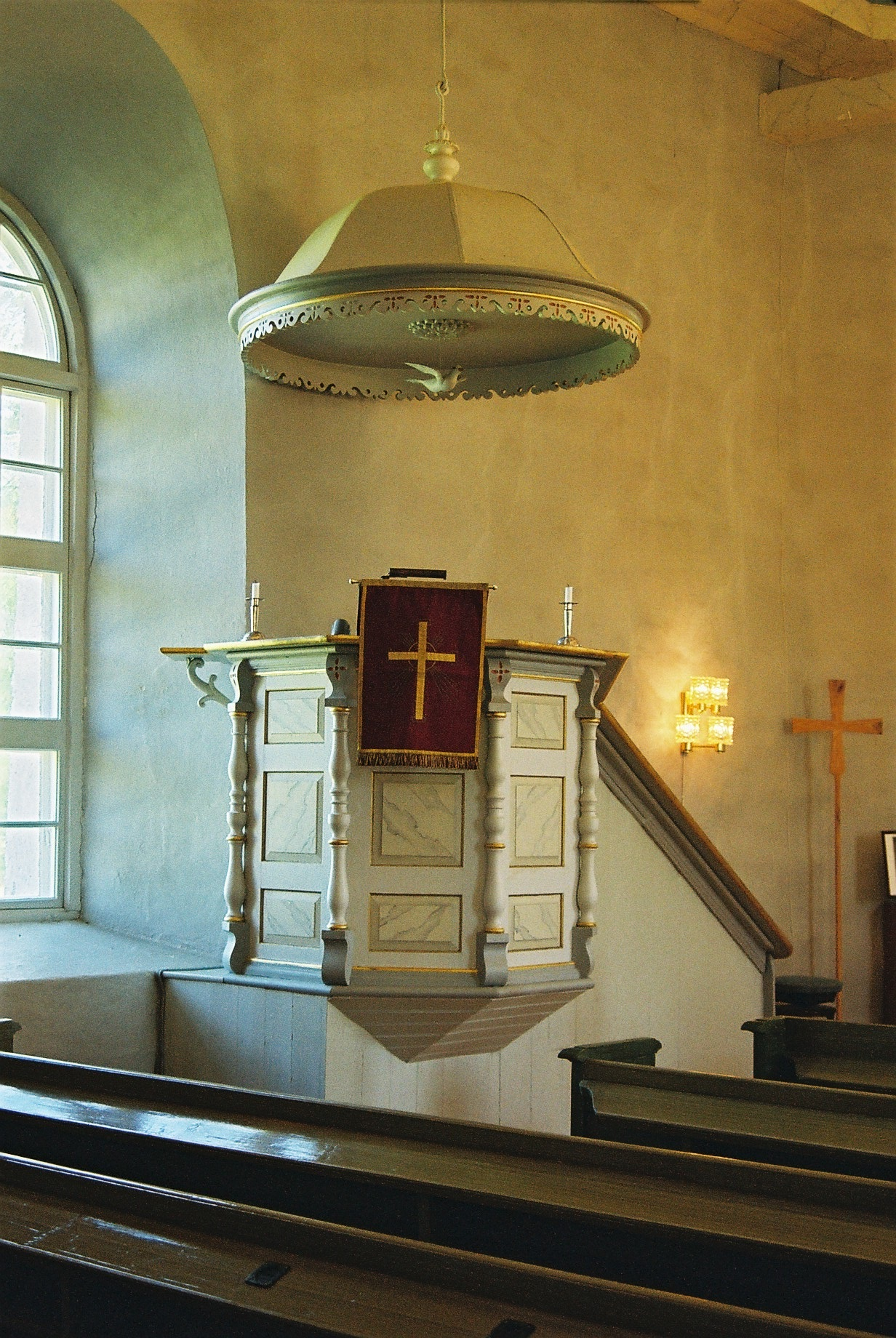
Predikstol